# Klasični polmer elektrona
Klásični pólmér eléktrona ali tudi Lorentzev pólmér in dolžína Thomsonovega sípanja je polmer elektrona, ki temelji na klasičnem (nekvantnem) relativnističnem modelu elektrona. Njegova vrednost je:
{\displaystyle r_{\rm {e}}={\frac {1}{4\pi \varepsilon _{0}}}{\frac {e_{0}^{2}}{m_{\rm {e}}c^{2}}}={\frac {\kappa _{\rm {e}}e_{0}^{2}}{m_{\rm {e}}c^{2}}}=2,8179402894(58)\cdot 10^{-15}\mathrm {m} \!\,,}
kjer je:
- {\displaystyle \varepsilon _{0}\!\,} – influenčna konstanta,
- {\displaystyle e_{0}\!\,} – osnovni naboj,
- {\displaystyle m_{\rm {e}}\!\,} – mirovna masa elektrona,
- {\displaystyle c\!\,} – hitrost svetlobe v vakuumu,
- {\displaystyle \kappa _{\rm {e}}\!\,} – Coulombova konstanta.

V okviru klasične elektrostatike je energija, potrebna za sestavo krogle s konstantno gostoto naboja, polmerom {\displaystyle r_{\rm {e}}\!\,} in nabojem {\displaystyle e_{0}\!\,}, enaka:
{\displaystyle E={\frac {3}{5}}\,\,{\frac {1}{4\pi \varepsilon _{0}}}{\frac {e_{0}^{2}}{r_{\rm {e}}}}\!\,.}
Če je naboj porazdeljen na površini, je energija enaka:
{\displaystyle E={\frac {1}{2}}\,\,{\frac {1}{4\pi \varepsilon _{0}}}{\frac {e_{0}^{2}}{r_{\rm {e}}}}\!\,.}
Zgornji enačbi se dobi, če se zanemari faktorja 3/5 ali 1/2, enači z relativistično energijo elektrona ({\displaystyle E=mc^{2}\!\,}) in reši za {\displaystyle r_{\rm {e}}\!\,}.
Klasični polmer elektrona je v grobem enak velikosti elektrona, ki bi ga potreboval, da bi bila njegova masa enaka energiji elektrostatičnega potenciala, če se ne upošteva kvantnomehanskih učinkov. Sedaj se ve, da obnašanje elektronov na tako majhnih razdaljah opisuje kvantna teorija polja, tako da klasični polmer elektrona dejansko ne velja več za pravo velikost elektrona. Še vedno pa se uporablja v sodobnih klasičnim mejnih teorijah, ki opisujejo elektron, kot sta na primer nerativistično Thomsonovo sipanje in relativistična Klein-Nišinova enačba. Klasični polmer elektrona je tudi približno velikostna stopnja, pri kateri v kvantni elektrodinamiki renormalizacija postane pomembna.
Klasični polmer elektrona spada med trojico podobnih enot za dolžino. Drugi dve sta Bohrov polmer {\displaystyle r_{\rm {B}}\!\,} in Comptonova valovna dolžina elektrona {\displaystyle \lambda _{\rm {e}}\!\,}. Klasični polmer elektrona je definiran z mirovno maso elektrona {\displaystyle m_{\rm {e}}\!\,}, hitrostjo svetlobe {\displaystyle c\!\,} in osnovnim nabojem {\displaystyle e_{0}\!\,}. Bohrov polmer je definiran z {\displaystyle m_{\rm {e}}\!\,}, {\displaystyle e_{0}\!\,} in Planckovo konstanto {\displaystyle \hbar \!\,}. Comptonova valovna dolžina je definirana z {\displaystyle m_{\rm {e}}\!\,}, {\displaystyle \hbar \!\,} in {\displaystyle c\!\,}. Vsako od teh treh dolžin se lahko zapiše z drugima dvema s pomočjo konstante fine strukture {\displaystyle \alpha \!\,}:
{\displaystyle r_{\rm {e}}={\frac {\alpha \lambda _{\rm {e}}}{2\pi }}=\alpha ^{2}r_{\rm {B}}\!\,.}
Iz začetne enačbe je razvidno, da se lahko za poljubno maso {\displaystyle m_{0}\!\,} predstavlja 'elektromagnetni polmer', podoben klasičnemu polmeru elektrona. 
{\displaystyle r={\frac {\kappa _{\rm {e}}e_{0}^{2}}{m_{0}c^{2}}}={\frac {\alpha \hbar }{m_{0}c}}\!\,,}
kjer je:
- {\displaystyle \alpha \!\,} – konstanta fine strukture in
- {\displaystyle \hbar \!\,} – Diracova konstanta.